# Ophiuche obacerralis
Ophiuche obacerralis là một loài bướm đêm trong họ Erebidae.